# Japan Soccer League 1991-1992
La temporada 1991-1992 de la Japan Soccer League fue la vigésimo séptima temporada y la última temporada del fútbol amateur japonés, ya que al año siguiente la entidad de Liga Profesional; la J League se forma haciendo que el fútbol japonés abrace el Profesionalismo. El torneo se desarrolló en una rueda de todos contra todos, desde el 15 de septiembre de 1991 y el 28 de mayo de 1992. 
De acuerdo a la primera reunión de la nueva entidad profesional, la J League (que tuvo lugar en noviembre de 1991), que a partir de la siguiente temporada empezaran a jugar el nuevo torneo profesional con diez equipos de la JSL 1. Junto con las muestras del Yomiuri , aceptó la calificación de siete equipos de la liga mientras los cuatro clubes restantes, renunciaron a su participación en la nueva liga profesional, en la que se autorelegan en la Liga Japonesa de Fútbol
El campeón fue el Yomiuri Club, por quinta vez en su historia.

## Clasificación

### Primera División
| Pos | Equipo              | Pts | PJ | PG | PE | PP | GF | GC | Dif. | Clasificación                                        |
| --- | ------------------- | --- | -- | -- | -- | -- | -- | -- | ---- | ---------------------------------------------------- |
| 1.  | Yomiuri S.C.        | 51  | 22 | 15 | 6  | 1  | 43 | 13 | ＋30 | Copa de Clubes de Asia 1992-93 Forma J. League       |
| 2.  | Nissan Motors       | 43  | 22 | 12 | 7  | 3  | 25 | 14 | ＋11 | Recopa de la AFC 1992-93 Forma J. League             |
| 3.  | Yamaha Motors       | 36  | 22 | 11 | 3  | 8  | 30 | 31 | －1  | Descendidos, forman Japan Football League Division 1 |
| 4.  | Toshiba             | 30  | 22 | 7  | 9  | 6  | 26 | 24 | ＋2  | Descendidos, forman Japan Football League Division 1 |
| 5.  | Matsushita Electric | 29  | 22 | 7  | 8  | 7  | 25 | 27 | －2  | Forman J. League                                     |
| 6.  | Mazda               | 27  | 22 | 7  | 6  | 9  | 30 | 23 | ＋7  | Forman J. League                                     |
| 7.  | JR Furukawa         | 27  | 22 | 8  | 3  | 11 | 30 | 38 | －8  | Forman J. League                                     |
| 8.  | ANA Club            | 25  | 22 | 6  | 7  | 9  | 20 | 23 | －3  | Forman J. League                                     |
| 9.  | Hitachi             | 25  | 22 | 6  | 7  | 9  | 22 | 30 | －8  | Descendidos, forman Japan Football League Division 1 |
| 10. | Honda               | 23  | 22 | 5  | 8  | 9  | 18 | 25 | －7  | Descendidos, forman Japan Football League Division 1 |
| 11. | Mitsubishi Motors   | 21  | 22 | 5  | 6  | 11 | 25 | 40 | －15 | Forman J. League                                     |
| 12. | Toyota Motor        | 20  | 22 | 4  | 8  | 10 | 24 | 30 | －6  | Forman J. League                                     |

### Segunda División
| Pos. | Equipo                | Pts. | PJ | G  | E  | P  | GF | GC | Dif. | Clasificación                                                       |
| ---- | --------------------- | ---- | -- | -- | -- | -- | -- | -- | ---- | ------------------------------------------------------------------- |
| 1    | Fujita Engineering    | 74   | 30 | 24 | 2  | 4  | 79 | 17 | +62  | Campeones (no ascendieron, forman Japan Football League Division 1) |
| 2    | Sumitomo              | 65   | 30 | 21 | 2  | 7  | 66 | 24 | +42  | Ascendidos a la nueva J.League                                      |
| 3    | Yanmar Diesel         | 65   | 30 | 20 | 5  | 5  | 56 | 17 | +39  | Forman Japan Football League Division 1                             |
| 4    | Nippon Kokan          | 60   | 30 | 18 | 6  | 6  | 51 | 24 | +27  | Forman Japan Football League Division 1                             |
| 5    | Fujitsu               | 59   | 30 | 17 | 8  | 5  | 46 | 26 | +20  | Forman Japan Football League Division 1                             |
| 6    | Otsuka Pharmaceutical | 50   | 30 | 15 | 5  | 10 | 45 | 32 | +13  | Forman Japan Football League Division 1                             |
| 7    | Tokyo Gas             | 46   | 30 | 12 | 10 | 8  | 30 | 28 | +2   | Forman Japan Football League Division 1                             |
| 8    | Kawasaki Steel        | 45   | 30 | 12 | 9  | 9  | 31 | 23 | +8   | Forman Japan Football League Division 2                             |
| 9    | NTT Kanto             | 33   | 30 | 9  | 6  | 15 | 37 | 44 | −7   | Forman Japan Football League Division 2                             |
| 10   | Kofu Club             | 33   | 30 | 9  | 6  | 15 | 35 | 66 | −31  | Forman Japan Football League Division 2                             |
| 11   | Cosmo Oil Yokkaichi   | 29   | 30 | 8  | 5  | 17 | 27 | 53 | −26  | Forman Japan Football League Division 2                             |
| 12   | Chuo Bohan            | 27   | 30 | 7  | 6  | 17 | 33 | 52 | −19  | Forman Japan Football League Division 2                             |
| 13   | Toho Titanium         | 27   | 30 | 7  | 6  | 17 | 32 | 59 | −27  | Forman Japan Football League Division 2                             |
| 14   | Kyoto Shiko Club      | 22   | 30 | 5  | 7  | 18 | 21 | 57 | −36  | Forman Japan Football League Division 2                             |
| 15   | Tanabe Pharmaceutical | 21   | 30 | 6  | 3  | 21 | 18 | 50 | −32  | Forman Japan Football League Division 2                             |
| 16   | Yomiuri S.C. Juniors  | 19   | 30 | 5  | 4  | 21 | 20 | 55 | −35  | Cerrado                                                             |

 Fuente: 
Notas:
1. ↑  Fusionado con club matriz para formar el Verdy Kawasaki